# Cornell, Wisconsin
Cornell là một thành phố thuộc quận Chippewa, tiểu bang Wisconsin, Hoa Kỳ. Năm 2000, dân số của thành phố này là 1466 người.